# Kathleen Wermke
Kathleen Wermke ist eine deutsche Biologin und Hochschullehrerin an der Julius-Maximilians-Universität Würzburg. Ihr Hauptarbeitsgebiet ist die Erforschung der Lautäußerungen von Säuglingen.

## Ausbildung und Beruf
Ihr 1978 aufgenommenes Studium der Biologie an der Humboldt-Universität zu Berlin beendete Kathleen Wermke 1983 als Diplombiologin. In ihrer Diplomarbeit befasste sie sich mit der Analyse von Säuglingsgeschrei; die Arbeit wurde von der Universität ausgezeichnet. An der Charité reichte sie 1987 ihre Dissertation zu Säuglingsschreien in der Diagnostik zentralnervöser Funktionsstörungen ein und promovierte zum Dr. rer. nat. Ebenfalls an der Charité habilitierte sie sich 2002 für das Fach Medizinische Anthropologie, für ihre Habilitationsschrift hatte sie Säuglingsgeschrei bei eineiigen Zwillingen untersucht.
Seit 2003 ist Kathleen Wermke Professorin an der Julius-Maximilians-Universität Würzburg. Als Gründungsdirektorin baute sie das Zentrum für vorsprachliche Entwicklung und Entwicklungsstörungen (ZVES) an der Poliklinik für Kieferorthopädie des Universitätsklinikums auf.
Für Babygesänge – wie aus Weinen Sprache wird erhielt sie 2025 in Österreich die Auszeichnung Wissenschaftsbuch des Jahres.

## Forschung
Seit über 40 Jahren beschäftigt sich Kathleen Wermke mit Lautäußerungen von Säuglingen. Ihr Hauptinteresse ist die Rolle der Lautäußerungen als Zeichen von Vorbereitungsprozessen für die Sprachentwicklung. Ein Fernziel ist die Aufklärung des Übergangs vom Tierlaut zur Lautsprache.
Ergebnisse von Kathleen Wermkes Untersuchungen zeigten Unterschiede in den Sprachmelodien von Säuglingen mit Eltern verschiedener Muttersprache. Bei japanischen aber auch bei schwedischen Babys ist die Lautmelodie komplexer als bei deutschen Babys – vermutet wird ein Einfluss der Prosodie der Muttersprache. Ferner konnte Wermke ein Anwachsen der Komplexität von Babylauten in den ersten sechs Lebensmonaten feststellen.
Für die praktische Anwendung erforscht Wermke Einflussfaktoren auf die Lautproduktion von Säuglingen mit dem Ziel Risikoprofile für die Sprachentwicklung zu erstellen, um Interventionen gezielt und rechtzeitig einsetzen zu können.

## Schriften
Researchgate listet 67 Veröffentlichungen unter Beteiligung Kathleen Werkes auf.
Qualifikationsarbeiten und Buch
- Untersuchungen zur Anwendbarkeit eines rechentechnischen Clusterverfahrens bei der Säuglingsschreianalyse. Humboldt-Universität zu Berlin 1983 (Diplomarbeit).
- Begründung und Nachweis der Eignung des Säuglingsschreies als Indikator für zentralnervöse Funktionsstörungen des Neugeborenen – Fallstudien unter Einsatz eines speziellen Computerverfahrens. Humboldt-Universität zu Berlin 1987 (Dissertation).
- Untersuchung der Melodieentwicklung im Säuglingsschrei von monozygoten Zwillingen in den ersten 5 Lebensmonaten. PDF, 4 MB. Humboldt-Universität zu Berlin 2002 (Habilitationsschrift).
- Babygesänge – wie aus Weinen Sprache wird. Molden, Wien 2024, ISBN 978-3-222-15122-4